# Princesa de Xiaohe
A Princesa de Xiaohe (em chinês:  小河公主) ou Pequena Princesa do Rio foi encontrada em 2003 no Cemitério de Xiaohe em Lop Nur, Xinjiang . Ela é uma das múmias de Tarim e é conhecida como M11 devido ao túmulo em que foi encontrada. Enterrada há aproximadamente 3.800 anos, ela tem genes europeus e siberianos e tem pele branca e cabelos ruivos. Ela está excepcionalmente bem preservada, com roupas, cabelos e cílios ainda intactos.

## Descoberta

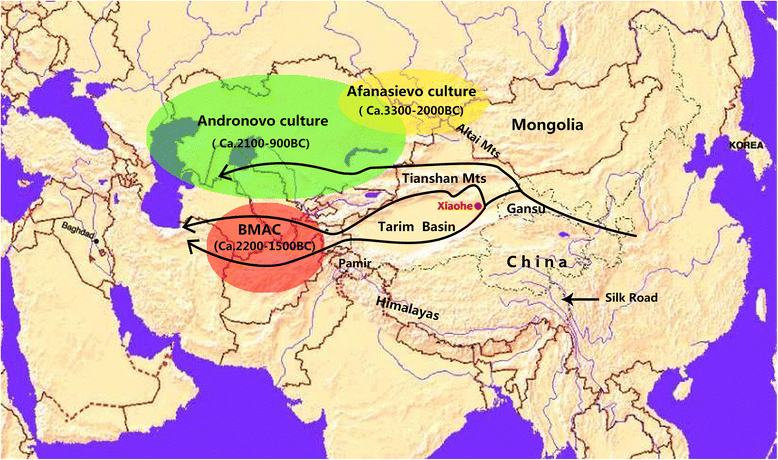
Mapa da bacia do Tarim e arredores. Xiaohe está marcada em vermelho perto do centro do mapa

A Princesa de Xiaohe foi desenterrada pelos arqueólogos do Instituto de Arqueologia de Xinjiang no Cemitério de Xiaohe nº 5, Túmulo 11, 102 quilômetros (63 mi) a oeste de Loulan, Lop Nur, Xinjiang em 2003. Eles a chamaram de Princesa de Xiaohe devido ao seu estado de preservação e beleza, não ao seu status social; não há razão para acreditar que ela fosse mais importante do que as outras múmias enterradas no complexo. Ela fazia parte da cultura Xiaohe e foi enterrada há cerca de 3.800 anos. Ela está excepcionalmente bem preservada, com cílios longos, roupas e cabelos ainda intactos. Os arqueólogos atribuem isso às condições secas e salgadas do deserto e aos caixões hermeticamente fechados, que eram envoltos em couro de vaca antes de serem enterrados. À medida que o couro de vaca secava, ele encolhia, selando os caixões. Seu corpo não foi embalsamado antes da morte, mas mumificado naturalmente devido ao clima e ao método de sepultamento.

## Aparência e bens funerários
A Princesa tem cabelos ruivos e cílios longos, com algumas características faciais mais parecidas com as dos indo-europeus do que com as pessoas modernas da região onde foi encontrada, como maçãs do rosto altas e pele clara. Ela parece estar sorrindo levemente. Ela tinha 1,52 m de altura. Ela foi enterrada usando um chapéu de feltro branco, uma capa de lã branca com borlas e saia de corda, com botas de couro forradas de pele nos pés. Ela usava um colar de corda vermelha e um bracelete com uma conta de jade no braço direito. Ela foi enterrada com pinos de madeira e três pequenas bolsas de efedra. Galhos e ramos de efedra foram colocados ao lado do corpo. Grãos de trigo e painço, cordas feitas de tendões de animais e orelhas de animais foram espalhados por seu corpo. Um objeto fálico de madeira foi colocado entre seus seios. Como as outras múmias do Cemitério de Xiaohe, ela foi enterrada em um caixão em forma de barco com um poste de madeira em pé, acima dele. Seu túmulo não foi perturbado desde seu enterro, quando foi encontrado por arqueólogos em 2003.
Pedaços de queijo foram encontrados em seu pescoço e peito, possivelmente como alimento para a vida após a morte. Inicialmente, os arqueólogos não tinham certeza do que eram aqueles aglomerados em seu corpo. No entanto, um estudo de 2014 liderado por Andrej Shevchenko mostrou que era queijo. O queijo encontrado nas múmias deste cemitério é o queijo conservado mais antigo do mundo, provavelmente feito com fermento de kefir . Todo o seu corpo e botas também estavam cobertos por uma substância branca, provavelmente um produto lácteo, mas até então de origem desconhecida.

## Exposições
Em 2010, ela foi exposta no Museu Bowers em Santa Ana, Califórnia, no Museu de Ciências Naturais de Houston e no Museu de Arqueologia e Antropologia da Universidade da Pensilvânia . Em 2019, ela foi exposta no Museu de Arte e Arqueologia Arthur M. Sackler da Universidade de Pequim . Ela foi destaque no primeiro episódio da série documental New Silk Road .

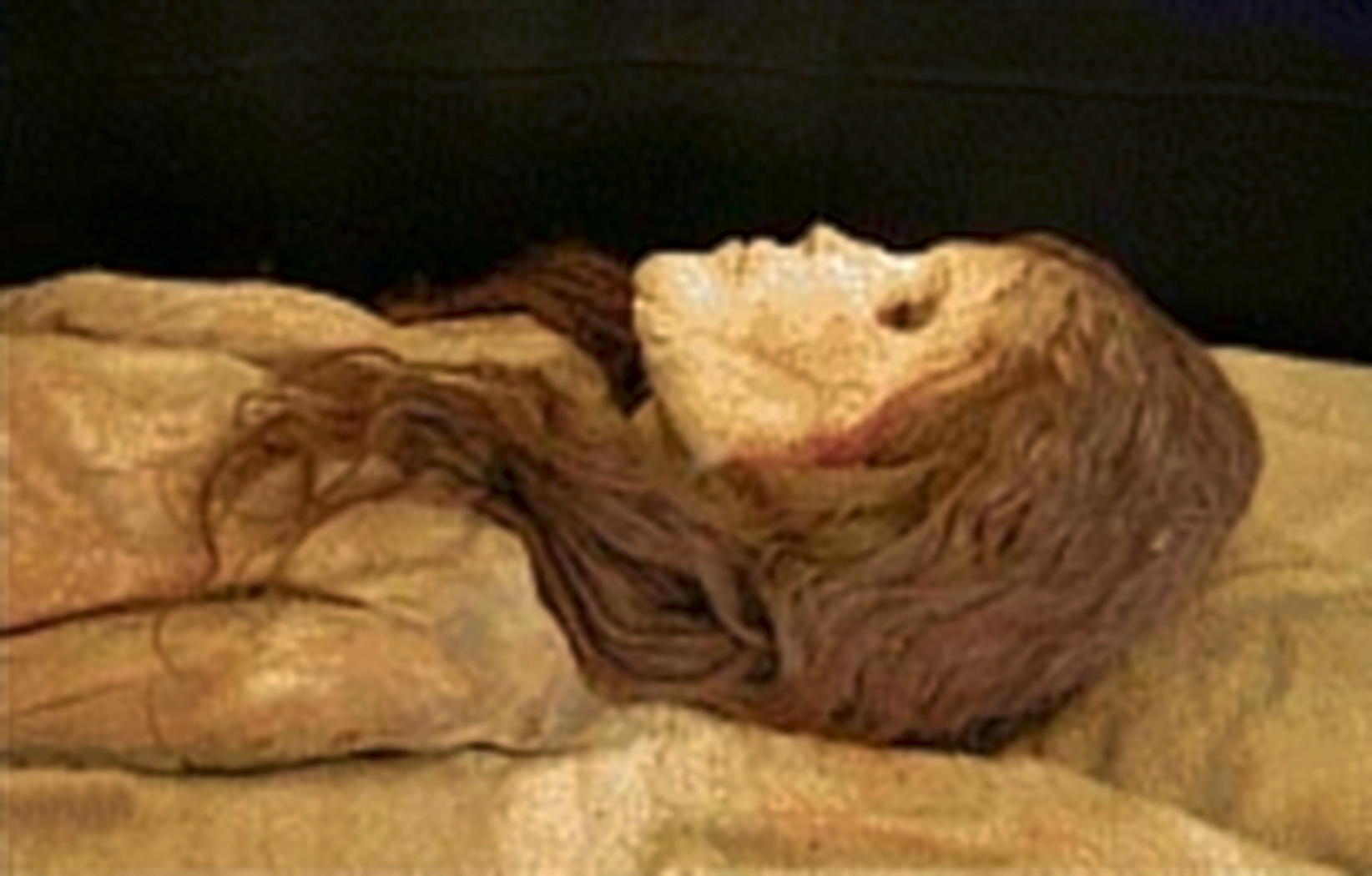
A "Princesa de Xiaohe"
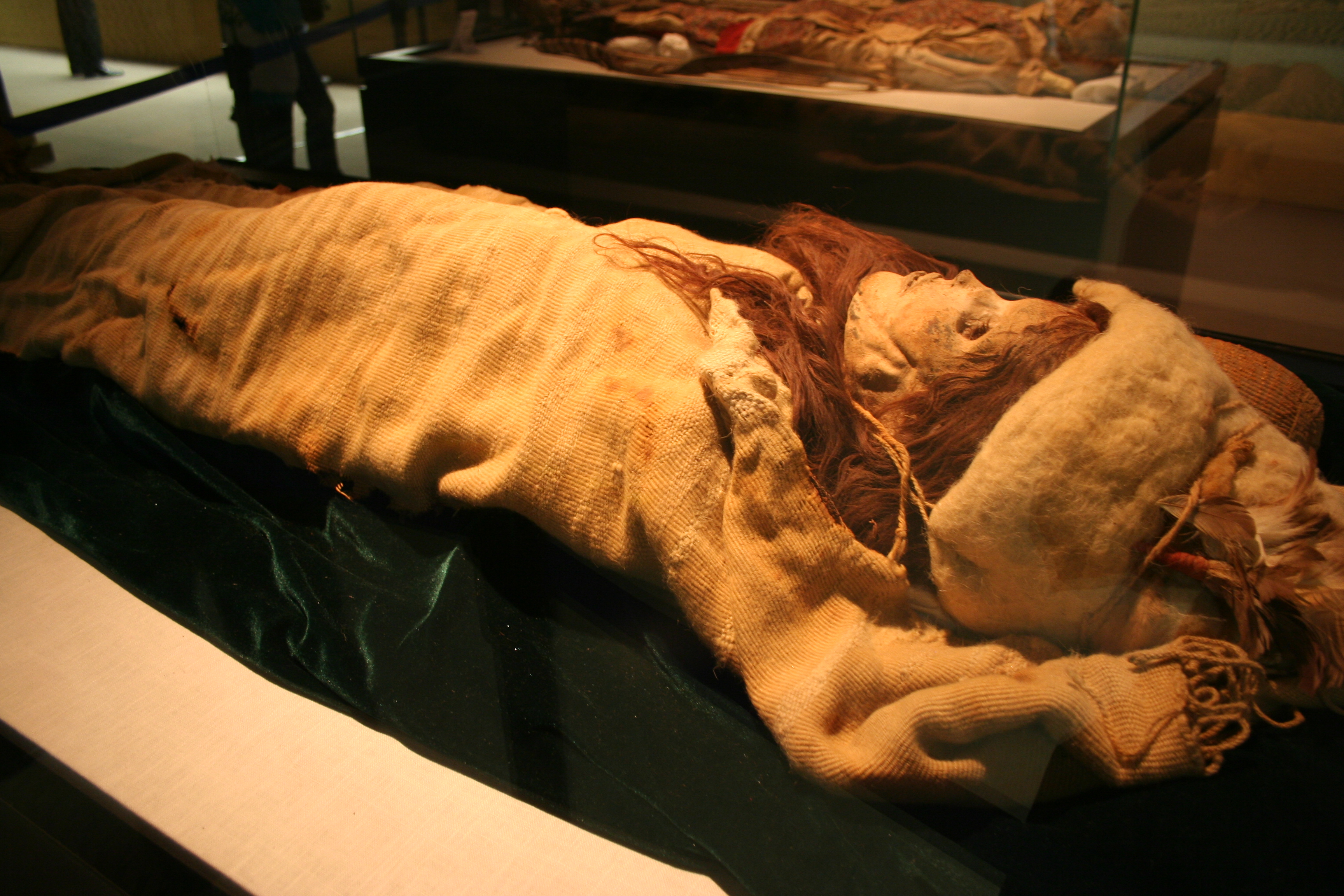
Princesa de Xiaohe. Museu da Capital, Pequim
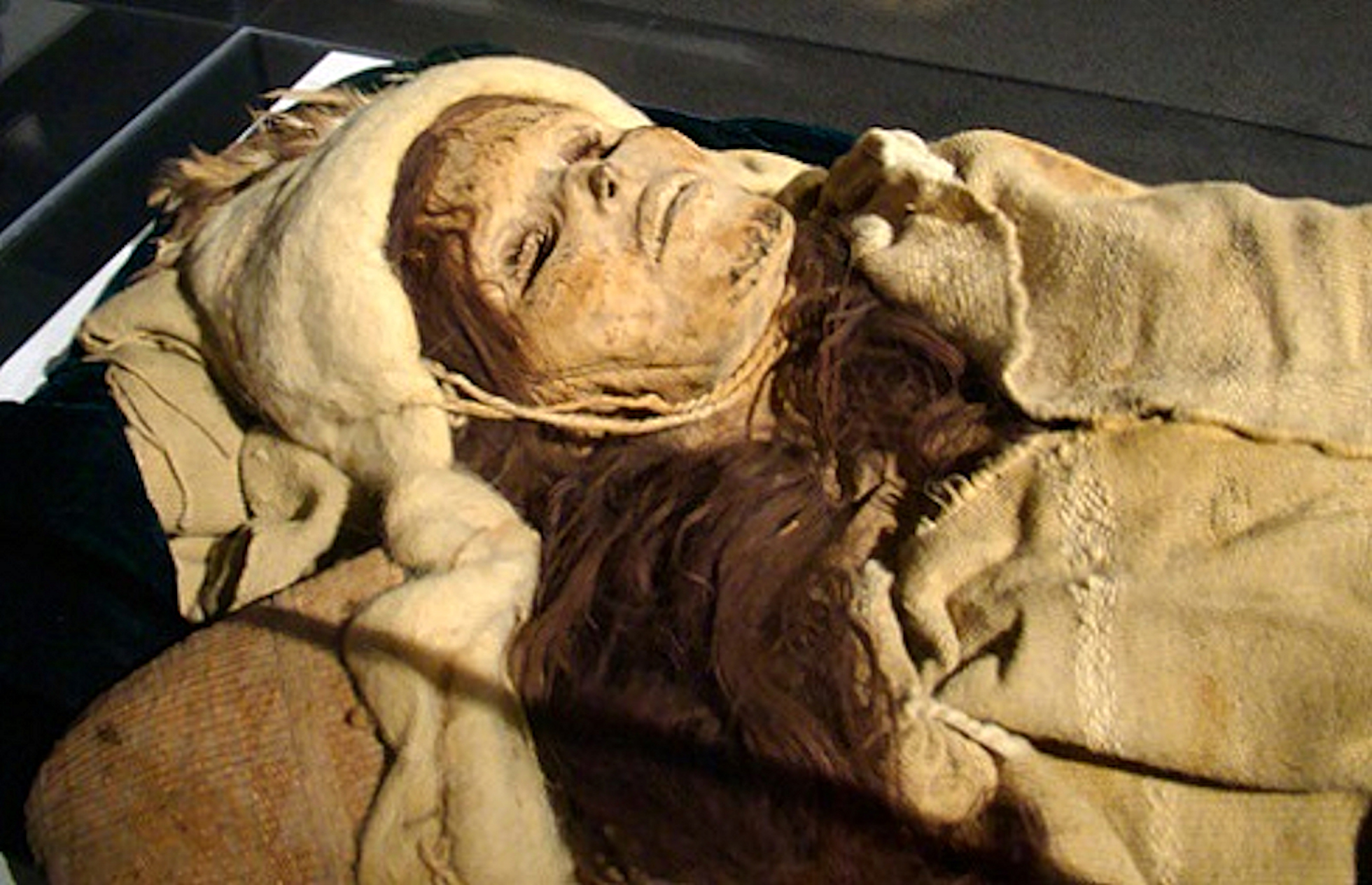
A "Princesa de Xiaohe" vestindo suas roupas funerárias.
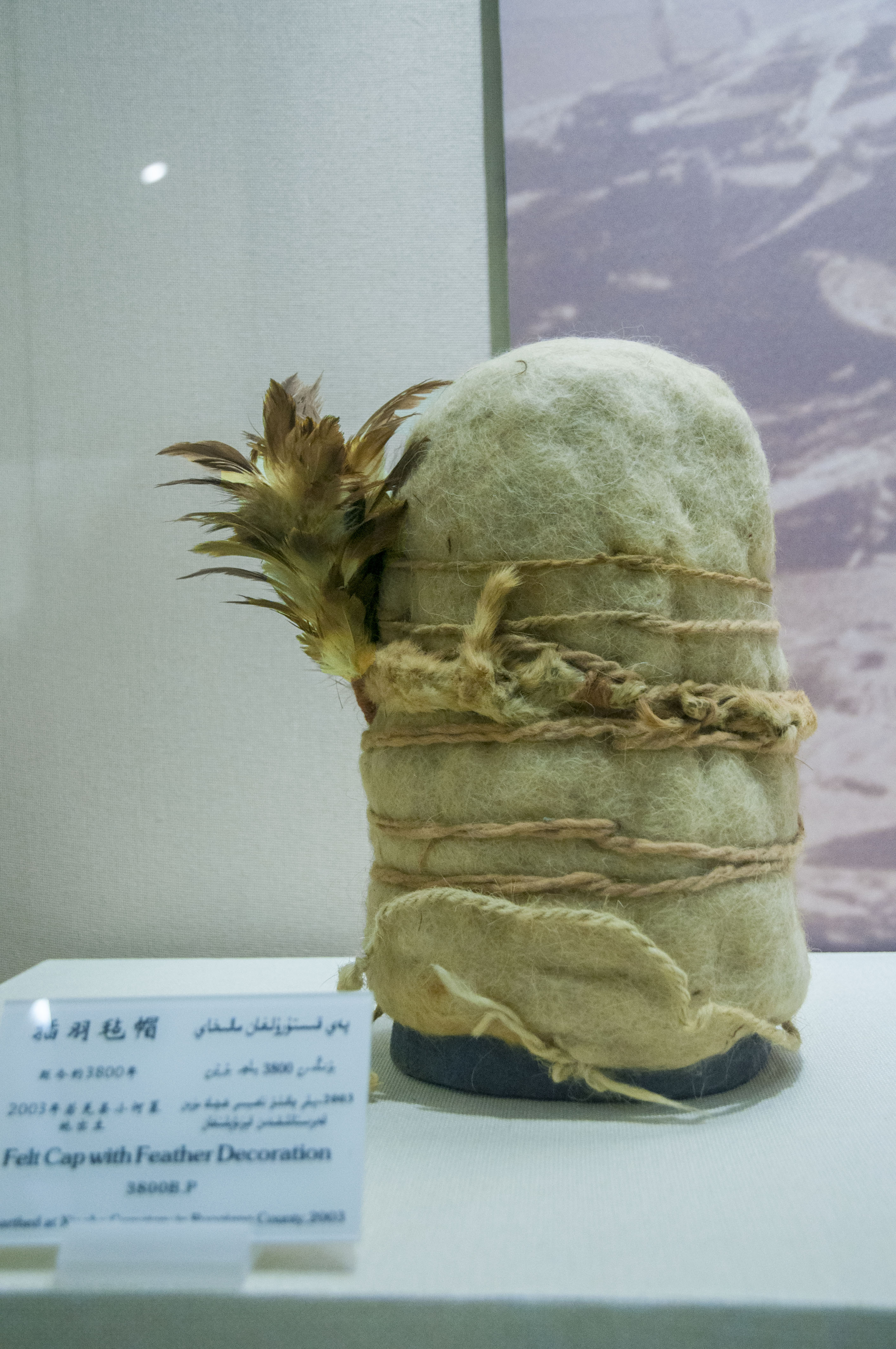
Outro chapéu de feltro de Xiaohe.